# Jan Matějka
Jan Matějka (* 12. května 1932, Újezd) je český římskokatolický kněz, teolog a církevní historik, emeritní profesor Katolické teologické fakulty Univerzity Karlovy a kanovník Metropolitní kapituly u sv. Víta v Praze.

## Život
Vystudoval gymnázium v Hořovicích a po maturitě v roce 1950 vstoupil do litoměřického kněžského semináře. Kněžské svěcení přijal 5. prosince 1954 v Litoměřicích. Od roku 1955 působil necelý rok jako kaplan na Zbraslavi a poté jako administrátor farnosti krátce v Močidleci a v letech 1956 až 1971 v Karlštejně. Roku 1963 získal licenciát teologie a v roce 1975 byl prohlášen doktorem teologie. Habilitační řízení, započaté v roce 1976 a přerušené v následujícím roce, bylo z politických důvodů na bohoslovecké fakultě přerušeno, dokončeno bylo teprve v roce 1990 po návratu na teologickou tuto fakultu. Od 1. 1. 1990 byl jmenován a ustanoven docentem. 
V letech 1970–1977 a poté opět od roku 1989 vyučoval na Cyrilometodějské bohoslovecké fakultě v Litoměřicích. Jako sekretář české liturgické komise, jímž byl od roku 1969, se zasloužil o realizaci liturgické reformy po druhém vatikánském koncilu v českých zemích, zejména o obstarání překladu liturgických textů do češtiny. Kromě toho se podílel na sestavení Mešních zpěvů, do nichž vybíral jednotlivé sloky. Řadu let připravoval direktář pro české a moravské diecéze.
28.6. 1990 byl jmenován řádným profesorem liturgiky na Katolické teologické fakulty Univerzity Karlovy a také kanovníkem svatovítské kapituly, jejímž děkanem byl v letech 1996 až 2003 a znovu v letech 2004 až 2007.

## Dílo

### Církevní historie a teologie
V oboru českých církevních dějin, liturgiky, teologie a ikonografie se systematicky zabýval výzkumem, i revizí a redakcí textů.[zdroj?]
Svými články od 80. let přispíval do Cyrilometodějského kalendáře a společně s Jiřím Huberem byl v roce 1990 jeho editorem.

### Průzkum a dokumentace relikvií
Zabýval se zkoumáním relikvií světců a ostatků pražských biskupů, uložených v Katedrále sv. Víta a provedl jejich soupis.  
- Průzkum pravosti lebky svatého evangelisty Lukáše z Martinického ostatkového oltáře v katedrále sv. Víta spojil s antropologem prof. Emanuelem Vlčkem. Zorganizoval také otevření hrobu světce v Padově a tamní průzkum ostatků, který potvrdil, že pražská lebka, získaná císařem Karlem IV., je pravá.
- Pro průzkum ostatků sv. Justiny, sv. Viktora, pražských biskupů Daniela a Ondřeje se spojil s antropologem Vítězslavem Kuželkou a s archeoložkou Milenou Bravermanovou.

## Publikace (výběr)
- MATĚJKA, Jan: Liturgika, 6. díl – Liturgie svátostí a svátostin po Druhém vatikánském sněmu, Ústřední církevní nakladatelství, Praha 1976
- MATĚJKA, Jan: Biskup - hlavní liturg v diecézi, Teologické texty; roč. 5, č. 4, 1994, s. 115-117
- MATĚJKA, Jan: Boží slovo v liturgii : přehled čtení z Písma svatého uspořádaný podle liturgických dob. Liturgický institut v Praze 1996
- MATĚJKA, Jan: Nový zákon: text užívaný v českých liturgických knihách přeložený z řečtiny se stálým zřetelem k Nové Vulgátě. Liturgický institut v Praze, 1998
- MRŇÁVEK, Tomáš, MATĚJKA, Jan: Liturgický prostor v proměnách času se zvláštním zřetelem k prvním kostelům v Čechách a na Moravě. Univerzita Karlova. Katolická teologická fakulta. Katedra praktických oborů, Praha 1999
- ŠMÍD, František, MATĚJKA, Stručné dějiny české lidové duchovní písně. Liturgický institut, Praha 1999
- VLČEK Emanuel- MATĚJKA Jan: Lebka sv. Lukáše z pražské katedrály sv. Víta, in : Vesmír, roč. 79, Praha 2000 Praha, s. 577-581.
- VAJGLOVÁ, Blanka Žofie; MATĚJKA Jan: Symbolika liturgických úkonů a postojů; Univerzita Karlova. Katolická teologická fakulta. Katedra praktických oborů Praha 2002
- ZEMANOVÁ, Lenka, MATĚJKA Jan: Základní změny liturgického prostoru v souvislosti s vývojem liturgie a architektury; Univerzita Karlova. Katolická teologická fakulta. Katedra praktických oborů, Praha 2002
- MATĚJKA Jan: Osobnost sv. Lukáše a jeho ostatky. in Sborník Katolické teologické fakulty. Praha : Karolinum, 2002 , sv. 4, 2002, s. 423-438, ISBN 80-246-0344-6
- MATĚJKA, Jan:Nález kostí pražského biskupa Ondřeje a jejich nové uložení v kapli svatého Vojtěcha. Nakladatelství Vyšehrad, Praha 2014, ISBN 978-80-7429-446-4